# Battleground (pel·lícula)
 Battleground és una pel·lícula estatunidenca dirigida per William A. Wellman el 1949, produïda per la Metro-Goldwyn-Mayer.

## Argument
Segona Guerra Mundial, desembre del 1944: La 101a Divisió aerotransportada arriba a la ciutat de Bastogne. Holley, un soldat, s'embolica amb Denise. La progressió prossegueix, però la defensa de l'exèrcit alemany és acarnissada tot i que semblava consagrada al fracàs. Alguns alemanys s'infiltren entre els americans per missions de sabotatge...

## Repartiment
- Van Johnson: Holley
- John Hodiak: Jarvess
- Ricardo Montalbán: Roderigues
- George Murphy: "Pop" Ernest Stazak
- Marshall Thompson: Jim Layton
- Jerome Courtland: Abner Spudler
- Don Taylor: Standifer
- Bruce Cowling: Wolowicz
- James Whitmore: Kinnie
- Douglas Fowley: "Kipp" Kippton
- Leon Ames: capellà
- Guy Anderson: Hanson
- Thomas E. Breen: Doc
- Denise Darcel: Denise
- Richard Jaeckel: Bettis
- James Arness: Garby
- Scotty Beckett: William J. Hooper
- Brett King: Tinent Tess
- Ivan Triesault: El capità alemany
- Roland Varno: El tinent alemany
- Dewey Martin: G.I. Straggler
- Tommy Noonan (no surt als crèdits): G.I. Straggler
- I la participació (en els seus propis papers) de membres (anomenats "Screaming Eagles") de la 101a divisió aerotransportada dels Estats Units.

## Critica
En una difusió televisada el 1988 Patrick Brion escrivia a Télérama :
"Rodar una pel·lícula a la glòria dels herois de la 101a Divisió aerotransportada americana figurava entre els projectes més cars de Dore Schary que va intentar executar mentre es trobava al capdavant de la producció de la R.K.O.. L'arribada de Howard Hughes va provocar la sortida de Dore Schary que es va veure llavors investit de les mateixes funcions al si de la prestigiosa Metro-Goldwyn-Mayer. Schary ho va aprofitar de seguida per concretar el seu vell projecte, beneficiant-se d'un guió de Robert Pirosh, un veterà de Bastogne, i de la presència de William A. Wellman, autor de The Story of G.I. Joe  (1945). Abandonant les espectaculars escenes de combat, Wellman havia escollit descriure el comportament de soldats gairebé anònims de sobte confrontats al món de la guerra, a la por a morir i a l'horror d'escaramusses cada vegada més sagnants. És el mateix estil i autenticitat que ha trobat Wellman acostant-se als combatents de Bastogne, lliurats al fred i a la neu, privats de municions, d'aliments i de benzina, i obligats a enfrontar-se a un enemic que es considerava vençut i que trobava una nova raó de lluitar. El moment en què els soldats descobreixen despertant-se que estan coberts de neu, o quan els americans troben altres americans, tots estan persuadits que són alemanys disfressats, i la veritat dels detalls (l'absència de morfina, les granades gelades), formen un conjunt constantment punyent en el qual es troba l'estil de Wellman, la qualitat de la seva direcció d'actors i el seu gust per les situacions fora del comú. Un èxit."

## Premis i nominacions

### Premis
- 1950. Oscar a la millor fotografia per Paul Vogel
- 1950. Oscar al millor guió original per Robert Pirosh

### Nominacions
- 1950. Oscar al millor actor secundari per James Whitmore
- 1950. Oscar a la millor pel·lícula
- 1950. Oscar al millor director per William A. Wellman
- 1950. Oscar al millor muntatge per John D. Dunning
- 1950. Globus d'Or al millor actor secundari per James Whitmore
- 1950. Globus d'Or al millor guió per Robert Pirosh